# Rame Head (Cornwall)

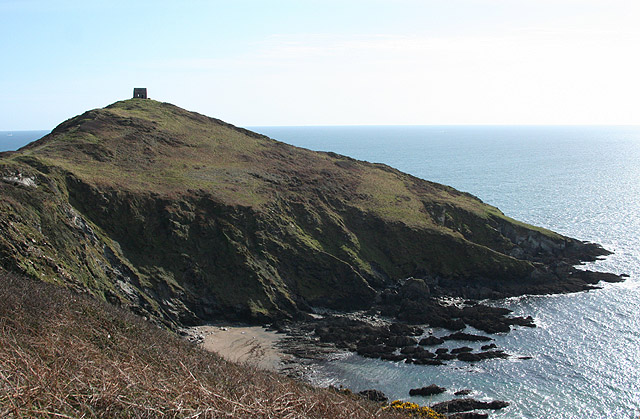
Rame Head mit der Michaelskapelle

Rame Head ist eine Landspitze auf der Halbinsel Rame in Großbritannien. Sie ist die südöstlichste Landspitze der Grafschaft Cornwall und bildet die westliche Begrenzung für den Plymouth Sound.

## Geographie
Die 93 m hohe, konisch geformte Landspitze liegt südwestlich des Weilers Rame. Sie ist eine weithin sichtbare Landmarke, für Seefahrer ist es oft das erste und letzte Stück Land Großbritanniens, das sie sehen. Etwa 14 km vor der Landspitze steht der berühmte Eddystone-Leuchtturm, der bei guter Sicht von der Landspitze aus zu sehen ist. 

## Geschichte
Früher wurde die Landspitze auch Pen den Har genannt, was auf Kornisch „befestigter Felsen“ bedeutet. Der heutige Name wird als Ramyshed zuerst im 15. Jahrhundert erwähnt. 
Auf der Landspitze befinden sich die Reste einer etwa 2500 Jahre alten eisenzeitlichen Hügelfestung. Der schmale Übergang von der Landspitze zum Festland war mit Wall und Graben versehen, die heute noch erkennbar sind. Die Festung war aufgrund ihrer ausgesetzten Lage vermutlich nicht ständig bewohnt, diente aber wohl etwa 1000 Jahre als Rückzugsort der Bevölkerung sowie als Statussymbol.

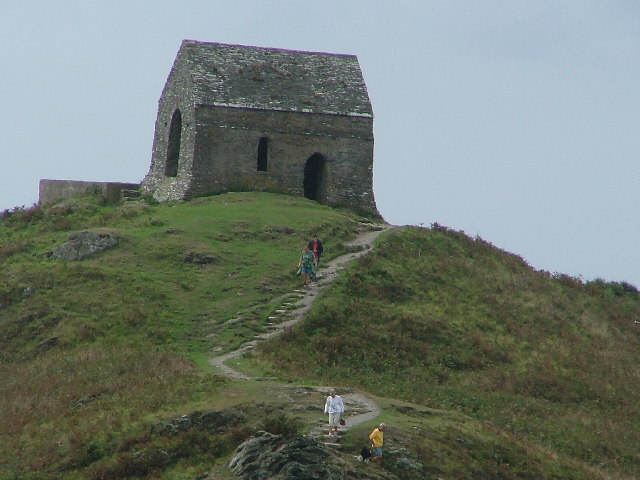
Die Michaelskapelle

Im Mittelalter wurde auf der Spitze der Landspitze eine dem Erzengel Michael geweihte Kapelle errichtet. Die Kapelle ist seit 1397 belegt, aber vielleicht älteren Ursprungs. Der heutige Bau stammt aus dem 15. Jahrhundert. Er besteht aus Schieferstein und ist mit einem steinernen Tonnendach versehen. Der weithin sichtbare Bau war im Mittelalter weiß verputzt und diente auch als Seezeichen. Neben der Kapelle befand sich ein Leuchtfeuer. Die kleine Kapelle wurde mehrfach erneuert und umgebaut, zuletzt 1882 durch den 4. Earl of Mount Edgcumbe.
Im 15. Jahrhundert und auch während der befürchteten Ankunft der spanischen Armada 1588 war die Landspitze mit Wachposten besetzt, die nach Piraten und feindlichen Schiffen Ausschau halten sollten. Im Ersten Weltkrieg wurde auf der Landspitze ein Hydrophon und ein Geschütz zur U-Bootabwehr aufgestellt, auch während des Zweiten Weltkrieges war der Gipfel mit einer Geschützstellung und später mit einer mobilen Radarantenne versehen. An den Klippen von Rame Head und dem östlich gelegenen Penlee Point scheiterten im Laufe der Jahrhunderte zahlreiche Schiffe, darunter die Coronation. Das englische Segelkriegsschiff sank 1691 in einem Sturm, wobei über 500 Mann der Besatzung ums Leben kamen. 
1959 wurde ein 800 ha großes Gebiet am Rame Head als Teil des Cornwall AONB als Area of Outstanding Natural Beauty ausgewiesen. Seit 1971 gehört die Landspitze zum Mount Edgcumbe Country Park. An der Landspitze befindet sich eine Station der National Coastwatch Institution, einer freiwilligen Küstenwache. Etwa 500 m nördlich von Rame Head befindet sich am Queener Point Polhawn Fort, eine aus dem 19. Jahrhundert stammende ehemalige Küstenbefestigung.

## Flora und Fauna
Die Hänge und die Spitze der Klippen sind mit dichtem Strauchwerk bewachsen, vor allem Stechginster, Schlehdorn, Brombeeren und Adlerfarn. Auf den Wiesen an der Küste kommen neben Spitzwegerich, Kleinem Sauerampfer und zahlreichen anderen Pflanzen auch seltene Pflanzen wie Schmaler Hornklee und Frühlings-Rispengras vor. 

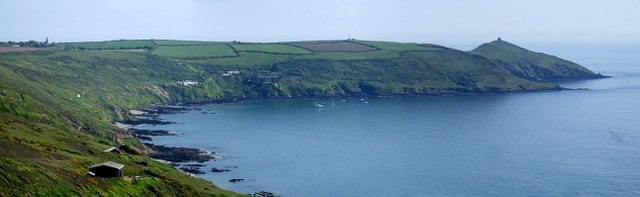
Halbinsel Rame mit Queeners Point und Rame Head

In den Klippen am Rame Head leben Bussarde, Turm- und Wanderfalken, dazu die seltenen Provencegrasmücken. Der Hamoaze ist ein wichtiger Lebensraum für Seidenreiher und zahlreiche Wat- und Seevögel, so dass Rame Head ein beliebter Platz zur Vogelbeobachtung ist. Die Küste ist als Heritage Coast anerkannt.

## Rame Head im Film
Die Landspitze und die Kapelle dienten als Drehort in der 2009 gedrehten Rosamunde-Pilcher-Verfilmung Lieben gegen den Rest der Welt.